# Mambo (film)
Mambo is een Amerikaans-Italiaanse dramafilm uit 1954 onder regie van Robert Rossen.

## Verhaal
Giovanna Masetti is een arm meisje uit Venetië. Ze wordt het hof gemaakt door zowel de behendige croupier Mario Rossi als de rijke graaf Enrico Marisoni. Ze droomt ervan een danseres te worden ze verhuist daarom naar Rome. Als ze zes maanden later naar Venetië terugkeert, moet ze een keuze maken tussen haar twee bewonderaars.

## Rolverdeling
| Acteur            | Personage          |
| ----------------- | ------------------ |
| Silvana Mangano   | Giovanna Masetti   |
| Michael Rennie    | Enrico Marisoni    |
| Vittorio Gassman  | Mario Rossi        |
| Shelley Winters   | Toni Salerno       |
| Katherine Dunham  | Katherine Dunham   |
| Mary Clare        | Luisa Marisoni     |
| Eduardo Ciannelli | Vader van Giovanna |
| Julie Robinson    | Marisa             |
| Walter Zappolini  | Balletdanser       |